# Los Chiles (canton)
Pour le chef-lieu, voir Los Chiles.
Le canton de Los Chiles est une subdivision administrative du Costa Rica appartenant à la province d'Alajuela. Il couvre une superficie de 1 358,86 km2, pour une population de 19 732 habitants. Le chef-lieu du canton est la ville de Los Chiles.

## Composition
Le canton de Los Chiles est divisé en quatre districts :
| Code Inec | District             | Population (2000) | Densité (hab./km2) | Superficie (km2) |
| --------- | -------------------- | ----------------- | ------------------ | ---------------- |
| 21401     | Los Chiles           | 2 848             |                    |                  |
| 21402     | Caño Negro           | 1 594             |                    |                  |
| 21403     | El Amparo            | 5 390             |                    |                  |
| 21404     | San Jorge            | 2 848             |                    |                  |
|           | Canton de Los Chiles | 19 732            | 14,5               | 1 358,86         |